# Katedra św. Jana Chrzciciela w Savannah
Katedra św. Jana Chrzciciela w Savannah, w stanie Georgia jest głównym kościołem rzymskokatolickiej diecezji Savannah oraz katedrą miejscowego biskupa. Położona jest przy 222 East Harris Street. Zbudowana jest na miejscu dwu wcześniej zbudowanych kościołów, które na skutek pożarów uległy zniszczeniu. Obecna świątynia została zbudowana w stylu neogotyckim na początku XX wieku i dwukrotnie poddana renowacji (w latach 1959-63 oraz 1984-85). Katedra pełni również funkcję kościoła parafialnego. Społeczność parafialna wydaje co miesiąc biuletyn "The Twin Spires".